# Mares temporaires du terrain militaire de Frasselli/Bonifacio
Le site Natura 2000 des Mares temporaires du terrain militaire de Frasselli/Bonifacio, en Corse-du-Sud, est un site abritant des dépressions humides formant des mares temporaires méditerranéennes remarquables, habitat prioritaire de la Directive.